# Раєнко Анатолій Володимирович
Анатолій Володимирович Раєнко (рос. Анатолий Владимирович Раенко; 18 липня 1986, м. Челябінськ, СРСР) — російський хокеїст, нападник. Виступає за «Сокіл» (Красноярськ) у Вищій хокейній лізі. 
Вихованець хокейної школи «Трактор» (Челябінськ). Виступав за: «Зауралля» (Курган), «Трактор» (Челябінськ), «Мечел» (Челябінськ), «Кристал-Югра» (Бєлоярський), «Арлан» (Кокшетау).